# Eosterwine
Eosterwine est un moine anglo-saxon né vers 650 et mort le 7 mars 686. Il est le deuxième abbé de Wearmouth, en Northumbrie.

## Biographie
Eosterwine est issu d'une famille noble du royaume de Northumbrie. Dans sa jeunesse, il combat au service du roi Ecgfrith. Il décide à l'âge de vingt-quatre ans d'entrer dans les ordres et devient moine à l'abbaye Saint-Pierre de Wearmouth, fondée par son cousin Benoît Biscop. Eosterwine est ordonné prêtre en 679, puis Benoît fait de lui son coadjuteur en 682. Il devient ainsi co-abbé de Wearmouth.
Dans son histoire des abbés de Wearmouth et Jarrow, Bède le Vénérable rapporte qu'en dépit de son ascendance et de sa position, Eosterwine reste impliqué dans les tâches domestiques qui incombent aux moines de Wearmouth. Son abbatiat est bref : il meurt le 7 mars 686 à l'âge de trente-six ans, victime d'une épidémie de peste qui frappe l'Angleterre, alors que Benoît se trouve en pèlerinage à Rome. Pour le remplacer, les moines de Wearmouth élisent Sigfrith.
Après sa mort, Eosterwine est considéré comme saint par la communauté de Wearmouth-Jarrow, qui le fête le 7 mars. Sous l'abbatiat de Hwætberht, ses restes et ceux de son successeur Sigfrith sont transférés sous le grand autel de Wearmouth, auprès de ceux de Benoît Biscop. Son nom figure également dans un martyrologe rédigé en Mercie, signe que son culte est observé au-delà des frontières de la Northumbrie.